# Casería de Montijo
Casería de Montijo es un barrio de la ciudad Granada, España, perteneciente al distrito Norte. Está situado en la zona sur del distrito. Limita al norte y al este con el barrio de Parque Nueva Granada; al sur, con el barrio de Cercado Bajo de Cartuja; y al oeste, con el barrio de Campo Verde.

## Historia
El barrio nace en 1975 con la construcción de viviendas sociales que atrae a la población rural humilde que buscaba vivienda barata en la ciudad. Se edifican varias viviendas plurifamiliares y casas sobre la finca de la antigua Casería de Montijo que en el pasado perteneció a Eugenia de Montijo. Más adelante el barrio se expande con la construcción de viviendas sociales. En un principio fue conocido con el sobrenombre "Casas Baratas" debido al asequible precio de las mismas. Sus edificios son especialmente característicos puesto que presentan una amplia gama de colores vivos. Es un barrio muy hermético y tiene una gran red de apoyo vecinal, teniendo una destacable vida propia en las plazas principales. Es una puerta de entrada y acogida de población inmigrante, sobretodo africana, muy bien integrada en la vida del barrio. Es un barrio humilde y obrero, no muy extenso en su espacio y que reivindica la mejora de sus infraestructuras así como la unión con Parque Nueva Granada o la rehabilitación de bloques en mal estado. Cuenta con un gran espacio verde pero fuera del barrio.

## Lugares de interés
- Parroquia de Nuestra Señora de las Mercedes. Calle Príncipe Eugenio.